# Roullet-Saint-Estèphe

Roullet-Saint-Estèphe este o comună în departamentul Charente, Franța. În 1 ianuarie 2022 avea o populație de 4.334 de locuitori.